# Lobito herreño
Lobito herreño är en hundras från Spanien. Rasen hör hemma i Kanarieöarna, men det är inte känt om det fanns hundar där för europeernas ankomst på 1400-talet. Traditionellt har den använts som vallhund. Rasen är inte officiellt erkänd av den spanska kennelklubben Real Sociedad Canina en España (RSCE), men 2013 listades den i grupos étnicos caninos för regionalt förankrade hundraser. Samma år fastställdes en provisorisk standard.